# Alexis Bodiot
Alexis Bodiot (Creil, 3 de maig de 1988) és un ciclista francès, professional del 2015 al 2016.

## Palmarès
- 2009
  - Vencedor d'una etapa del Tour de Normandia
- 2011
  - 1r a La Gislard
- 2014
  - 1r a la Bordeus-Saintes